# 朱英吉
朱 英吉（チュ・ヨンギル、朝鮮語: 주영길、1959年 - ）は、朝鮮民主主義人民共和国の政治家。朝鮮労働党中央委員会委員候補、最高人民会議常任委員会委員。朝鮮農業勤労者同盟中央委員会書記、朝鮮職業総同盟中央委員会委員長などを歴任。朝鮮人民軍次帥の朱道日は父親。

## 経歴
1959年に平壌直轄市で生まれた。万景台革命学院を卒業し朝鮮人民軍総政治局に勤めた。金日成社会主義青年同盟大学生担当秘書を経て、2002年に平壌直轄市力浦区域人民委員会の指導員に就任した。2007年に朝鮮農業勤労者同盟中央委員会書記に就任し、2015年には朝鮮職業総同盟中央委員会委員長に選出された。2016年5月6日に開催された朝鮮労働党第7次大会で、金正恩を朝鮮労働党委員長に推戴することを提議し、党中央委員会委員候補に選出された。同年6月29日に開催された最高人民会議第13期第4回会議で最高人民会議常任委員会委員に選出された。同年10月26日に開催された朝鮮職業総同盟第7回大会で中央委員会委員長に再選された。2018年8月11日に韓国のソウルワールドカップ競技場で韓国の労働組合、韓国労働組合総連盟・全国民主労働組合総連盟が主催する南北労働者統一サッカー大会に参加するためソウルを訪問した。2021年2月4日に開催された朝鮮職業総同盟中央委員会第7期第10回総会にて、年齢上の関係で召還され、後任にパク・インチョル氏が選挙された。

## 参考サイト
- 북한정보포털